# لوک، راننده تاکسی
لوک، راننده تاکسی (انگلیسی: Luke, the Chauffeur) یک فیلم کمدی صامت کوتاه به کارگردانی هال روچ است که در سال ۱۹۱۶ منتشر شد.

## بازیگران
- هارولد لوید
- اسناب پالرد
- ببه دنیلز
- سمی بروکس
- باد جیمیسون
- چارلز استیونسون
- گاس لئونارد
- هری تاد
- فرد سی. نیومیر
- مارگارت جاسلین